# Hjalmar Söderberg

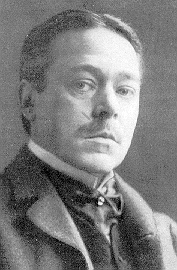
Hjalmar Söderberg

Hjalmar Söderberg (API: /ˌ ʝalːmaɹ ˈsøːdəɹbæɹʝ/, n. 2 iulie 1869, Stockholm; d. 14 octombrie 1941, Copenhaga) a fost un scriitor suedez de fin-de-siècle. El este astăzi unul dintre cei mai citiți și îndrăgiți scriitori ai secolului în Suedia.

## Viața
Hjalmar Söderberg s-a născut și a crescut în Stockholm ca fiul unei familii de funcționari publici. După un scurt studiu la Universitatea din Uppsala, începe să lucreze ca jurnalist mai întâi în Kristianstad și apoi în Stockholm, unde în 1897 primește un loc de muncă permanent la ziarul Svenska Dagbladet.
Romanul său de debut Förvillelser, 1895. Doktor Glas (rom. Doctor Glas), apărut în 1905, este capodopera lui Söderberg.
Söderberg s-a căsătorit în 1899 cu Märta Abenius, cu ea având trei copii. Din cauza situației materiale grele, ca jurnalist și scriitor, căsnicia se destramă. În 1906 Söderberg se mută la Copenhaga. Acolo o cunoscuse pe actrița daneză Emilie Voss. A fost susținut financiar de editorul său Bonnier și de prietenul său Ernest Thiel.
Următorii ani a trăit în Copenhaga, unde s-a implicat problemelor politice și vieții religioase.

## Opere
- 1895 Förvillelser
- 1898 Historietter
- 1901 Martin Bircks ungdom
- 1905 Doktor Glas (rom. Doctor Glas, 2006, Ed. Humanitas)
- 1906 Gertrud
- 1912 Den allvarsamma leken
- 1918 Jahves eld
- 1928 Jesus Barrabas

## Traduceri în limba română
- 2006 Doctor Glas, Ed. Humanitas
- 2008 Jocul serios, Ed. Humanitas

## Ecranizări
- 1964: Gertrud
- 1968: Doktor Glas
- 1977: Den allvarsamma leken